# Nicolaisme
El nicolaisme va ser una secta llibertina gnòstica que ràpidament es va estendre per Àsia Menor fins que, al final del segle ii, es va fondre amb altres sectes. Mencionada per primera vegada al Llibre de l'Apocalipsi del Nou Testament, els seus seguidors van ser anomenats nicolaïtes. Hipòlit de Roma considerava que l'iniciador d'aquesta secta va ser el diaca Nicolau d'Antioquia, un dels set primers diaques que van ser ordenats pels apòstols. El moviment va ser declarat com a heretge per l'Església.
Durant l'edat mitjana s'anomenarien nicolaïtes aquells membres de l'església que tenien relacions sexuals amb dones, trencant amb el jurament de castedat. Al llarg de la història, molts Papes de Roma, monjos i altres càrrecs eclesiàstics van lluitar contra el nicolaisme.

## Etimologia
El terme «nicolaisme» fa referència a Nicolau d'Antioquia, l'iniciador d'aquest corrent.

## Antecedents
L'antecedent més remot que tenim del nicolaisme remunta al segle i, quan el diaca Nicolau d'Antioquia va afirmar que "qui no copula tots els dies, no pot assolir la vida eterna". Aquests primers nicolaïtes, suposats seguidors de Nicolau, sembla que practicarien la indulgència sexual i la promiscuïtat. Hi ha poques referències directes sobre les creences del nicolaisme, ja que les més remotes són els Pares de l'Església que lluitaven per suprimir-les. Ireneu de Lió diu que defensaven que la fornicació i el fet de menjar carn sacrificada als ídols eren accions indiferents. Per això diu d'ells l'Apocalipsi: «Tens a favor teu haver odiat l'obra dels nicolaïtes tal com jo també la vaig odiar».

## Edat mitjana
Durant l'edat mitjana, el nicolaisme era la incontinència de la clerecia i la doctrina contrària al celibat eclesiàstic. Alguns clergues de diferents rangs convivien amb dones o s'hi unien sovint, pràctica en teoria del tot prohibida per l'Església, però sovint permesa.
Però també molt sovint sorgien membres reverents dins de la mateixa Església que volien fer front a aquestes pràctiques. Al llarg del temps, diversos pontífexs de l'església catòlica van fer front al nicolaisme, així com a altres costums considerats heretgia, com la simonia. Durant el papat de Gregori VII, per exemple, es va fer front a aquesta pràctica, molt estesa en aquella època, considerada com un dels mals que patia l'Església. Així, al llarg d'aquell període es pretenia reformar la mateixa Església de dins estant.